# Tellinangulus corbuloides
Tellinangulus corbuloides is een tweekleppigensoort uit de familie van de Tellinidae. De wetenschappelijke naam van de soort is voor het eerst geldig gepubliceerd in 2006 door Okutani.